# Liljeborgia macronyx
Liljeborgia macronyx is een vlokreeftensoort uit de familie van de Liljeborgiidae. De wetenschappelijke naam van de soort is voor het eerst geldig gepubliceerd in 1894 door Sars.